# Memorial Armando Picchi
Il Memorial Armando Picchi è stata una competizione calcistica amichevole estiva tenutasi a Livorno tra il 1988 e il 1999.

## Edizioni
| Anno      | Campione      | Risultato       | Seconda classificata | Terza classificata |               |
| --------- | ------------- | --------------- | -------------------- | ------------------ | ------------- |
| 1988      | Dinamo Kiev   | *               | Inter                | Bologna            |               |
| 1989      | Milan         | 0–0, 4–1 d.c.r. | Nacional             | -                  |               |
| 1990–1994 | Non disputato | Non disputato   | Non disputato        | Non disputato      | Non disputato |
| 1995      | Inter         | 0–0, 4–2 d.c.r. | PSV                  | -                  |               |
| 1996–1998 | Non disputato | Non disputato   | Non disputato        | Non disputato      | Non disputato |
| 1999      | Livorno       | *               | Inter                | Viareggio          |               |

L'asterisco * indica che il trofeo è stato assegnato mediante girone all'italiana

### 1988
Risultati: Dinamo Kiev-Bologna 6-1; Livorno-Inter 0-5; Livorno-Bologna 1-3; Dinamo Kiev-Inter 1-1. 
| Squadra     | P | G | V | N | P | GF | GS |
| ----------- | - | - | - | - | - | -- | -- |
| Dinamo Kiev | 3 | 2 | 1 | 1 | 0 | 7  | 2  |
| Inter       | 3 | 2 | 1 | 1 | 0 | 6  | 1  |
| Bologna     | 2 | 2 | 1 | 0 | 1 | 4  | 7  |
| Livorno     | 0 | 2 | 0 | 0 | 2 | 1  | 8  |

### 1989
L'edizione del 1989 si disputò il 14 agosto allo stadio Ardenza di Livorno. La formula fu quella della partita secca da 90'disputata tra la squadra italiana del Milan e quella uruguaiana del Nacional Montevideo. Dopo lo 0-0 nei tempi regolamentari, la sfida fu decisa ai tiri di rigore. 
| Arbitro: | Tritschler (Germania) |

|  |                      |  |
|  | Tiri di rigore 4 – 1 |  |

- Milan vince il trofeo.

### 1995
L'edizione del 1995 si disputò il 12 agosto allo stadio Armando Picchi, già Ardenza di Livorno. La formula fu quella della partita secca da 90' disputata tra la squadra italiana dell'Inter e quella olandese del PSV. Dopo lo 0-0 nei tempi regolamentari, la sfida fu decisa ai tiri di rigore. 
| Arbitro: | Pretti |

|  |                      |  |
|  | Tiri di rigore 4 – 2 |  |

- Inter vince il trofeo.

### 1999
L'edizione del 1999 si disputò il 14 agosto allo stadio Armando Picchi di Livorno, e vide la partecipazione di tre squadre italiane: l'Inter, i padroni di casa del Livorno e il Viareggio. La formula prevedeva un triangolare a girone all'italiana con gare di 45'; in caso di pareggio ci sarebbe stato lo scontro decisivo ai tiri di rigore.

#### Girone all'italiana

##### Prima partita
| Arbitro: | Griselli |

|                      |           |  |
| Carruezzo 41’ (rig.) | Marcatori |  |

##### Seconda partita
| Arbitro: | Niccolai |

|            |           |                         |
| Luconi 10’ | Marcatori | 43’ Vieri 44’ R. Baggio |

##### Terza partita
| Arbitro: | Griselli |

|            |           |  |
| Protti 33’ | Marcatori |  |

#### Riepilogo
|           | Livorno | Inter | Viareggio |
| Livorno   |         | 1 – 0 | 1 - 0     |
| Inter     |         |       | 2 – 1     |
| Viareggio |         |       |           |

| Squadra   | P | G | V | N | P | Gf | Gs |
| --------- | - | - | - | - | - | -- | -- |
| Livorno   | 6 | 2 | 2 | 0 | 0 | 2  | 0  |
| Inter     | 3 | 2 | 1 | 0 | 1 | 2  | 2  |
| Viareggio | 0 | 2 | 0 | 0 | 2 | 1  | 3  |

- Livorno vince il trofeo.

#### Classifica marcatori
| Gol |  |  | Giocatore          | Squadra   |
| --- |  |  | ------------------ | --------- |
| 1   |  |  | Eupremio Carruezzo | Livorno   |
| 1   |  |  | Igor Protti        | Livorno   |
| 1   |  |  | Roberto Baggio     | Inter     |
| 1   |  |  | Christian Vieri    | Inter     |
| 1   |  |  | Cristiano Luconi   | Viareggio |